# Alapaha
Alapaha é uma cidade  localizada no estado americano de Geórgia, no Condado de Berrien.

## Demografia
Segundo o censo americano de 2000, a sua população era de 682 habitantes.
Em 2006, foi estimada uma população de 690, um aumento de 8 (1.2%).

## Geografia
De acordo com o United States Census Bureau tem uma área de
2,6 km², dos quais 2,6 km² cobertos por terra e 0,0 km² cobertos por água. Alapaha localiza-se a aproximadamente 87 m acima do nível do mar.

## Localidades na vizinhança
O diagrama seguinte representa as localidades num raio de 28 km ao redor de Alapaha.